# Michael Coors
Michael Coors (* 1976) ist ein deutscher evangelischer Theologe. Er ist seit August 2019 außerordentlicher Professor für Theologische Ethik am Ethik-Zentrum der Universität Zürich und seit Februar 2025 Dekan der Theologischen und Religionswissenschaftlichen Fakultät der Universität.

## Leben
Er studierte evangelische Theologie und Philosophie in Bonn, Tübingen und Durham. Von 2006 bis 2008 war er Vikar der Evangelischen Kirche im Rheinland. Nach der Promotion 2008 in Systematischer Theologie bei Heinrich Assel (Greifswald) war er von 2008 bis 2010 wissenschaftlicher Mitarbeiter an der Theologischen Fakultät der Universität Rostock. Von Januar 2011 bis Sommer 2019 war er theologischer Referent am Zentrum für Gesundheitsethik an der Evangelischen Akademie Loccum und Pastor der Evangelisch-lutherischen Landeskirche Hannovers. Von 2012 bis 2017 hatte er Lehraufträge in Systematischer Theologie an den Universitäten Göttingen und Hannover. Nach der Habilitation 2018 im Fach Systematische Theologie mit der Arbeit Altern und Lebenszeit: Phänomenologische und theologische Studien zur Anthropologie und Ethik des Alterns wurde er Privatdozent für Systematische Theologie an der Universität Greifswald. Im April 2019 wurde er zum außerordentlichen Professor für Theologische Ethik und zum Leiter des Instituts für Sozialethik an der Theologischen Fakultät der Universität Zürich ernannt und ist seit August 2019 an der Universität tätig. Seit Februar 2025 ist er Dekan der Theologischen und Religionswissenschaftlichen Fakultät der Universität Zürich.

## Schriften (Auswahl)
- als Herausgeber mit Sebastian Farr: Seelsorge bei assistiertem Suizid. Ethik, Praktische Theologie und kirchliche Praxis. Zürich 2022.
- Altern und Lebenszeit. Phänomenologische und theologische Studien zu Anthropologie und Ethik des Alterns. Tübingen 2020.
- als Herausgeber mit Alfred Simon und Bernd Alt-Epping: Freiwilliger Verzicht auf Nahrung und Flüssigkeit. Medizinische und pflegerische Grundlagen – ethische und rechtliche Perspektiven. Stuttgart 2019.
- als Herausgeber mit Martina Kumlehn: Lebensqualität im Alter. Gerontologische und ethische Perspektiven auf Alter und Demenz. Stuttgart 2014, ISBN 3-17-022953-2.
- als Herausgeber mit Tatjana Grützmann und Tim Peters: Interkulturalität und Ethik. Der Umgang mit Fremdheit in Medizin und Pflege. Göttingen 2014, ISBN 3-8469-0162-8.
- als Herausgeber mit Monika C. M. Müller: Organtransplantation. Der Spagat zwischen Information und Werbung. Ethische Aspekte einer Informationspolitik zur Organtransplantation. Rehburg-Loccum 2014, ISBN 978-3-8172-7313-3.
- Scriptura efficax. Die biblisch-dogmatische Begründung des theologischen Systems bei Johann Andreas Quenstedt – Ein dogmatischer Beitrag zu Theorie und Auslegung des biblischen Kanons als Heiliger Schrift. Göttingen 2009, ISBN 978-3-525-56397-7.